# Большеромановська сільська рада
Большерома́новська сільська рада (рос. Большеромановский сельский совет) — сільське поселення у складі Табунського району Алтайського краю Росії.
Адміністративний центр — село Большеромановка.

## Населення
Населення — 705 осіб (2019; 833 в 2010, 1194 у 2002).

## Склад
До складу сільської ради входять:
| Населений пункт       | Населення, осіб (2002) | Населення, осіб (2010) |
| --------------------- | ---------------------- | ---------------------- |
| Большеромановка, село | 868                    | 737                    |
| Канна, селище         | 223                    | 63                     |
| Карпиловка, село      | 103                    | 33                     |